# Imbribryum microchaeton
Imbribryum microchaeton là một loài Rêu trong họ Bryaceae. Loài này được (Hampe) J.R. Spence mô tả khoa học đầu tiên năm 2007.